# Batalha de Bogesund
A Batalha de Bogesund (conhecida na Suécia como Slaget på Åsundens is) ocorreu em 19 de janeiro de 1520, no lago gelado de Åsunden, perto da atual cidade de Ulricehamn, na Västergötland, opondo o exército de Cristiano II da Dinamarca, sob o comando de Otto Krumpen, ao exército de Sten Sture, o Moço. Logo no início da peleja, Sten Sture foi mortalmente atingido por uma bala de canhão. Foi levado para Estocolmo, mas morreu a meio caminho, na superfície gelada do Lago Mälaren.
Com o apoio da nobreza sueca, Cristiano II da Dinamarca alcançou rapidamente o controle de Estocolmo, assim como de Västerås e Stegeborg.